# Vsjo budet khorosjo!
Vsjo budet khorosjo! (russisk: Всё будет хорошо!) er en russisk spillefilm fra 1995 af Dmitrij Astrakhan.

## Medvirkende
- Anatolij Zjuravljov som Kolja Orlov
- Olga Ponizova som Olga
- Mark Goronok som Pjotr Smirnov
- Aleksandr Zbrujev som Konstantin Petrovitj Smirnov
- Valentin Bukin som Semjon Petrovitj